# Alessandro Renica
Alessandro Renica (* 15. September 1962 in Anneville-sur-Mer, Frankreich) ist ein ehemaliger italienischer Fußballspieler, der für Lanerossi Vicenza, Sampdoria Genua, den SSC Neapel und Hellas Verona aktiv war.

## Karriere
Alessandro Renica, geboren 1962 im nordfranzösischen Anneville-sur-Mer in der Normandie, begann mit dem Fußballspielen bei Lanerossi Vicenza, wo er 1979 in der Serie B debütierte. Bis ins Jahr 1982 kam Renica, der auf der Position eines Abwehrspielers agierte, zu sechzehn Ligaspielen in der zweiten und dritten italienischen Liga, ohne dass ihn ein Torerfolg gelang. Durchsetzen konnte er sich im Trikot von Vicenza, das damals mit finanzieller Unterstützung durch den Wollekonzerns Lanerossi dauerhaft erst- und zweitklassig spielte, jedoch nicht. Zur Saison 1982/83 lotse ihn Renzo Ulivieri zu Sampdoria Genua. In Ligurien spielte sich Alessandro Renica in die erste Mannschaft und brachte es zwischen 1982 und 1985 zu 67 Spielen im Rahmen des Ligabetriebs der Serie A und konnte dabei vier Treffer verbuchen. Mit Sampdoria belegte Renica in den drei Spielzeiten seiner Anstellung in Genua stets Platzierungen im oberen Mittelfeld, das beste Ergebnis wurde in der Serie A 1984/85 erreicht, als man am Ende Vierter wurde und sich durch den parallelen Sieg in der Coppa Italia, als das Endspiel gegen den AC Mailand mit 1:0 und 2:1 gewinnen konnte, die Teilnahme am Europapokal der Pokalsieger 1985/86 sicherte. Dies erlebte Alessandro Renica allerdings nicht mehr im Trikot von UC Sampdoria, er wechselte im Sommer 1985 den Verein und schloss sich dem SSC Neapel an.
In Neapel wurde Alessandro Renica Teil des berühmten Napoli di Maradona. Mit Spielern wie dem Argentinier Diego Maradona, damals der wohl weltbeste Spieler und noch heute beliebtester Spieler bei den neapolitanischen Anhänger, dem Brasilianer Careca oder dem Italiener Andrea Carnevale, überwand der SSC in den Achtzigerjahren die jahrelange Dominanz der Vereine aus dem Norden Italiens und gewann als erst zweiter Verein nach Cagliari Calcio aus dem Süden überhaupt die Meisterschaft. In der Serie A 1986/87 rangierte der SSC Neapel nach Ablauf aller Spieltage auf dem ersten Platz mit drei Punkten Vorsprung auf Juventus Turin, wobei Napoli im Saisonverlauf keine einzige Heimniederlage hinnehmen musste. Im gleichen Jahr gelang Alessandro Renica mit Napoli auch der Sieg in der Coppa Italia, als man Atalanta Bergamo im Endspiel bezwang. Nach drei Jahren ohne nationalen Titel folgte die zweite Meisterschaft für Alessandro Renica mit dem SSC Neapel in der Saison 1989/90, als man Erster wurde mit zwei Zählern vor dem AC Mailand. Bereits ein Jahr zuvor war Renica Teil der Mannschaft des SSC, die durch einen Finalsieg gegen den VfB Stuttgart den UEFA-Pokal nach Kampanien holte, was bis heute der wohl größte Erfolg in der Vereinsgeschichte des SSC Neapel ist. Am 10. Juni 1987 nahm Renica als Auswechselspieler an einem Spiel der italienischen A-Nationalmannschaft teil, kam aber beim 3:1-Erfolg gegen die argentinische Nationalmannschaft nicht zum Einsatz. Ansonsten schaffte Renica nicht den Sprung in den Kader der A-Nationalmannschaft.
Alessandro Renica blieb bis ins Jahr 1991 beim SSC Neapel unter Vertrag und machte in den sechs Jahren seiner Vereinszugehörigkeit 136 Ligaspiele mit zehn Toren, er gewann fünf wichtige Titel mit den Neapolitanern. Doch den Verein plagten immer größere finanzielle Probleme, die schließlich auch zum Niedergang des SSC Neapel führten. Nach der fluchtartigen Abreise Maradonas aus Neapel im Jahr 1991 wurden im Rahmen der Finanznot viele wichtige Spieler noch im gleichen Jahr verkauft, um den Verein in der Erstklassigkeit zu halten, darunter auch Alessandro Renica. Er ging zu Hellas Verona, wo er noch zwei Spieljahre Fußball spielte, bei dem Meister von 1985 jedoch ein Jahr in der Serie A und eines in der Serie B spielte und nur zu 28 Einsätzen im Ligabetrieb kam. Im Sommer 1993 beendete Alessandro Renica seine aktive Laufbahn im Alter von 31 Jahren. Danach wurde er Trainer, coachte aber nur unterklassige Vereine im Amateurbereich.

## Erfolge
- Italienischer Meister: 2×

1986/87 und 1989/90 mit dem SSC Neapel
- Coppa Italia: 2×

1984/85 mit Sampdoria Genua
1986/87 mit dem SSC Neapel
- UEFA-Pokal: 1×

1988/89 mit dem SSC Neapel
- Supercoppa Italiana: 1×

1990 mit dem SSC Neapel